# John Henry Holland
John Henry Holland (Fort Wayne,  2 februari 1929 – Ann Arbor, 9 augustus 2015), was een Amerikaanse pionier op het gebied van complexe niet-lineaire systemen. Hij wordt algemeen beschouwd als de geestelijke vader van genetische algoritmes.
John Holland was professor in de psychologie, in Electrical Engineering en in Computer Science aan de Universiteit van Michigan.
In 1992 kreeg hij als beloning een prijs van de MacArthur Foundation en behoort nu tot het MacArthur Fellowship.
Holland overleed op 86-jarige leeftijd in de staat Michigan.

## Publicaties
- Adaptation in Natural and Artificial Systems, MIT Press, 1992, ISBN 0262581116
- Hidden Order: How Adaptation Builds Complexity, Helix Books, 1996, ISBN 0201442302
- Emergence. From Chaos to Order, Oxford University Press, 2000, ISBN 0192862111